# Rainhill
Rainhill es un pueblo grande y una parroquia civil dentro del Distrito metropolitano de St Helens, en Merseyside, Inglaterra. La población de la parroquia civil registrada en el censo de 2011 era de 10.853 habitantes.
Históricamente parte de Lancashire, Rainhill fue anteriormente un municipio dentro de la parroquia eclesiástica de Prescot, y de West Derby (Hundred). Tras la promulgación de la Ley de Gobierno Local de 1894, se convirtió en parte del Distrito rural de Whiston. 
Rainhill es famoso por ser el lugar de un concurso pionero convocado en 1829 para decidir un diseño de locomotora adecuado para su uso en el entonces en construcción Ferrocarril de Liverpool y Mánchester, el primer ferrocarril de pasajeros interurbano del mundo, que pasaba a través de la aldea. Las pruebas de Rainhill concluyeron con la elección de la Rocket de Stephenson como la primera locomotora de vapor "moderna" del mundo.

## Historia

### Historia temprana
Existen registros de la población desde la época normanda, pero se cree que su nombre proviene del nombre personal en inglés antiguo de Regna o Regan. Se cree que, alrededor de la época del Libro de Domesday, Rainhill era parte de uno de los municipios dentro del "feudo de Widnes". Los registros existentes han demostrado que Roger de Rainhill murió en el año de 1246, y el municipio se dividió en dos mitades para cada una de sus hijas. Una mitad estaba centrada en la actual casa pública de Rainhill Manor, todavía en pie (véase Rainhill Stoops a continuación), y la otra centrada en Rainhill Hall, justo al lado de Blundell's Lane.
Hacia finales del siglo XVIII, cuatro hijos católicos de un agricultor, que venía de la zona alrededor de Stonyhurst, decidieron buscar fortuna en Liverpool. Los nombres de los hermanos eran Joseph, Francis, Peter y Bartholomew Bretherton. En 1800, Bartholomew decidió entrar en el negocio de los carruajes. La asociación que tuvo con uno o dos de sus hermanos creció rápidamente, y para 1820, tenía la mayor parte del transporte con Liverpool. Llevaba carros desde y hacia Mánchester catorce veces al día, hasta Saracen's Head en Dale Street, Liverpool. Bartholomew eligió a Rainhill como su primera etapa y construyó instalaciones en los terrenos junto al Ship Inn (originalmente el New Inn de Henry Parr 1780), donde se cree que estaba estabulando al menos 240 caballos, coches de caballos, herreros, constructores de carros y veterinarios.
Bartholomew había comenzado a comprar tierras en Rainhill, y en 1824, compró la mansión de Rainhill al Dr. James Gerrard de Liverpool. Hacia1830, poseía más de 260 acres (1,1 km²) alrededor de Rainhill. En 1824, al otro lado de la carretera desde los establos, construyó Rainhill House y colocó hermosos jardines a su alrededor. Entre 1923 y 2014, la casa era conocida como Loyola Hall, que funcionaba como un centro de retiro dirigido por la Compañía de Jesús. Desde 2017 ha vuelto a ser Rainhill Hall y es un lugar para celebrar bodas.

### Revolución industrial

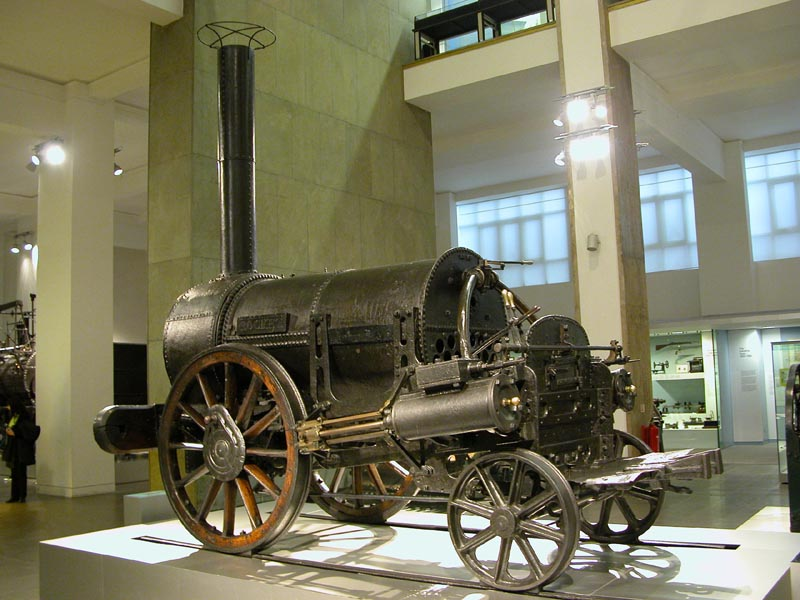
La Rocket conservada

Fue el lugar elegido para realizar las Pruebas de Rainhill en 1829, en las que se inscribieron varias locomotoras en una competición para elegir un diseño adecuado para su uso en el nuevo ferrocarril de Liverpool y Mánchester. El ganador fue la Rocket, diseñada por George Stephenson. En 1979, se celebró el 150 aniversario de las pruebas con una cabalgata de trenes históricos, incluidas las réplicas del ganador y del segundo lugar en las pruebas.

### Era Victoriana
Durante la era victoriana, Rainhill fue la ubicación de un notorio asesino múltiple; Frederick Bailey Deeming. En marzo de 1892, los cuerpos de una mujer y sus cuatro hijos fueron descubiertos enterrados bajo el piso de cemento de Dinham Villa, en Lawton Road, Rainhill.
La serie de eventos que llevaron a este horrible descubrimiento comenzó con un matrimonio en la iglesia de St. Ann, Rainhill. La señorita Emily Mather se casó con Frederick Bailey Deeming, quien se hacía llamar Albert Williams y se hizo pasar por oficial del ejército. La pareja emigró a Melbourne, donde Deeming asesinó a su esposa y la enterró debajo del piso de su cocina. La policía de Victoria contactó con Scotland Yard, la cual, como resultado de la información que se le transmitió, realizó una búsqueda en Dinham Villa, hogar de la supuesta hermana de Deeming y de sus cuatro hijos. Marie Deeming, sin embargo, fue su primera esposa. Le habían cortado la garganta, al igual que a tres de los niños. El cuarto fue estrangulado. Deeming fue condenado por el asesinato de Emily Mather y ahorcado en Melbourne, Australia. Dinham Villa fue demolida en abril de 1892 con el permiso de su propietario. Este hecho se publicó en el Cheshire Observer del 16 de abril de 1892 y en varios otros periódicos de la época. Pequeños bungalows están ahora en su lugar. Las víctimas de Rainhill fueron enterradas en el cementerio de la Iglesia de St. Ann. La lápida que marcaba su tumba fue robada y desde entonces la tumba ha quedado sin marcar.

## Geografía

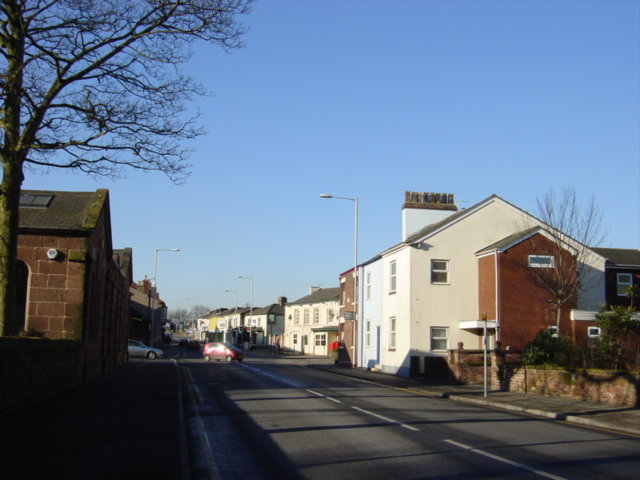
Centro del pueblo de Rainhill

El pueblo de Rainhill se encuentra a 1,5 millas (2,4 km) al este de Prescot, 2,9 millas (4,7 km) al sur-suroeste de St Helens, 3,7 millas (6 km) al este-noreste de Huyton y 9,3 millas (15 km) al este del centro de Liverpool. 

### Rainhill Stoops
La zona más meridional de Rainhill se conoce como Rainhill Stoops  . El nombre de la salida 7 de la autopista M62 y la A570 se conoce como "Rainhill Stoops". 
Warrington Road era un camino important, una ruta entre los asentamientos más grandes de Liverpool, Prescot y Warrington con Rainhill. Estaba jalonado con stoops (un tipo de marcador histórico, como un poste indicador o una guía similar) situados a lo largo del camino en posiciones clave. 
Con el establecimiento en 1753 de la autopista de peaje de Liverpool a Prescot, y su posterior extensión a Rainhill y luego a Warrington, se instaló un sistema de casetas de peaje, con una de esas barreras en los stoops. 

## Hitos destacados

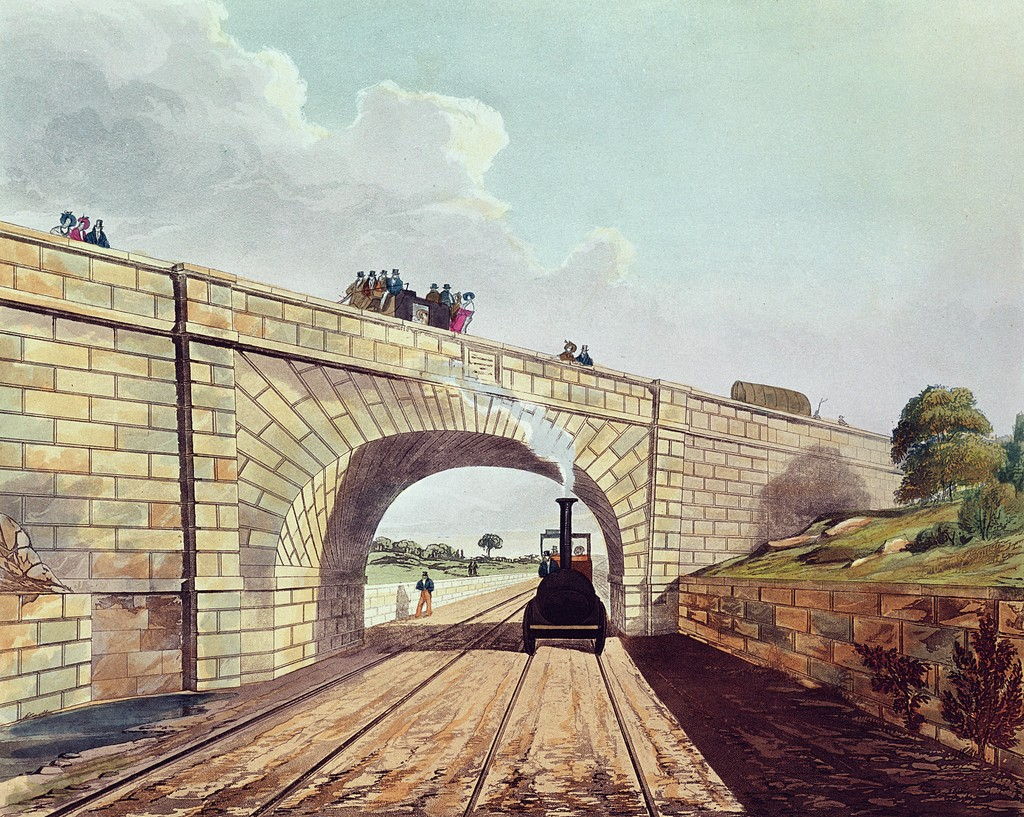
Puente Oblicuo. Grabado coloreado de 1831

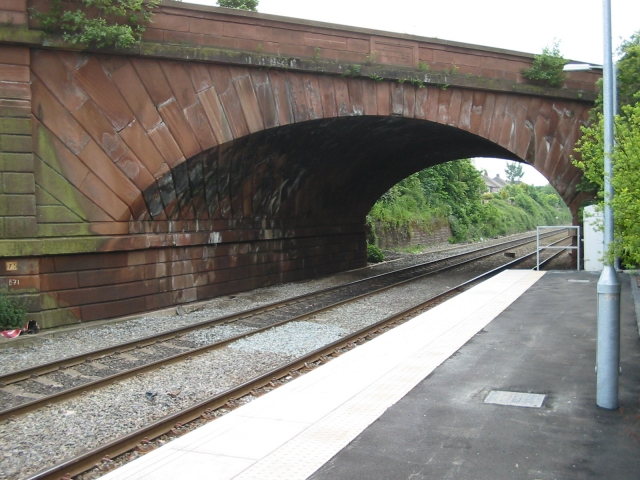
El puente como se ve en la actualidad

Rainhill tiene varias iglesias, entre ellas: St Ann, St Bartholomew y St James, que son pertenecientes a la Iglesia de Inglaterra, la católica y la metodista, respectivamente. También hay una iglesia evangélica. 
Una característica del lugar es el puente George Stephenson Skew, un puente de arco oblicuo construido con piedra arenisca con el paso de la carretera principal sobre el ferrocarril. Toma su nombre del inusual ángulo diagonal en el que el ferrocarril pasa por debajo del puente. Fue el primer puente del mundo que cruzaba un ferrocarril con un ángulo oblicuo. El puente se ensanchó más tarde para acomodar los incrementos del tráfico rodado. El hito en el puente que informa a los viajeros de las distancias a Warrington, Prescot y Liverpool se movió al lado opuesto cuando se ensanchó. Por lo tanto, los marcadores de distancia apuntaban a los destinos equivocados. Este capricho se corrigió en 2005, cuando el hito se devolvió al lado correcto del puente.

## Economía
Rainhill ahora es principalmente un nudo de transporte, principalmente para los trabajadores que van a Liverpool, pero también a St Helens y Widnes. Las viviendas en el lado sur de Rainhill son una mezcla de edificaciones adosadas y separadas, mientras que las casas al norte, a través del Puente Skew, tienen una mezcla más variada, con ejemplos de edificios en terrazas mezclados con adosados y bungalows. Rainhill en su conjunto presenta una mezcla de viviendas modernas, de entreguerras y victorianas. 
Posee varios centros médicos, pero el más grande y notable es la Clínica Scott, que una vez trató a Michael Abram después de que fue declarado culpable de apuñalar al miembro de los Beatles, George Harrison. En Rainhill se encontraba el Hospital Rainhill, el mayor asilo de salud mental del mundo, que en diciembre de 1911 albergaba a 1990 pacientes. Se demolió en 1991 y su antiguo emplazamiento ahora es una urbanización y alberga Reeve Court, un proyecto de viviendas para personas mayores. 

## Transporte
La Estación de tren de Rainhill está situada en la línea Liverpool City Line, entre las estaciones de tren de Whiston y Lea Green . 
Hay autobuses regulares que recorren el área, especialmente la ruta de autobús 10A, que va desde Queen's Square en el centro de Liverpool a través de Kensington, Page Moss, Huyton y Rainhill hasta St. Helens. La ruta de autobús 61 va desde la estación de autobuses Liverpool ONE a través de Wavertree y Rainhill hasta el centro de Widnes.
Todo el transporte público en Rainhill está coordinado por el ejecutivo de transporte de pasajeros del condado de Merseyside, Merseytravel. 

## Educación

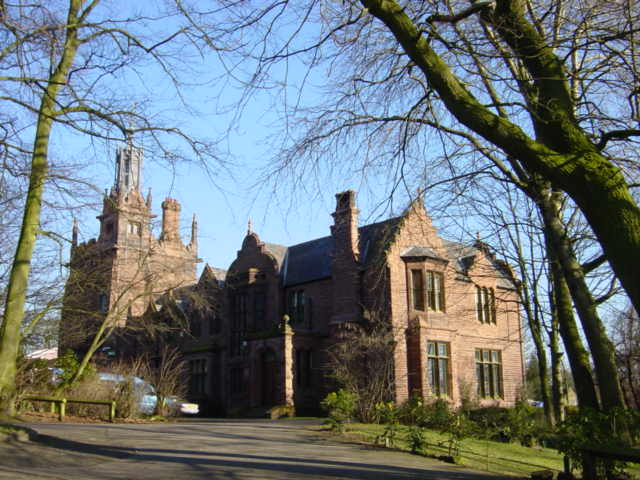
Colegio Tower

Hay varias escuelas primarias en Rainhill: Oakdene, Longton Lane, St Ann y St Bartholomew. La educación secundaria es proporcionada por la Rainhill High School, que atiende a estudiantes de entre 11 y 18 años. Rainhill High School tiene el Sixt Form Center, que ofrece calificaciones vocacionales de Nivel A y Nivel 3. Parte del Stephenson Trust, Rainhill High School y Sixth Form Center son las academias líderes. Tower College también se encuentra en Rainhill y es una escuela privada independiente que brinda educación para niños de 3 a 16 años. 

## Deportes
En Rainhill hay varios clubes deportivos, tales como Rainhill Town AFC, Rainhill Cricket Club, Rainhill Rockets, Rainhill United JFC, Eccleston Park Golf Club y Blundell's Hill Golf Club. Mohammed Ashraful, el capitán del equipo nacional de cricket de Bangladés hizo varias apariciones para el Rainhill Cricket Club en 2006.

## Población y cultura
Rainhill es un área suburbana con hogares principalmente de familias y ancianos. 
El crimen en Rainhill tuvo una disminución del 3.6% en el crimen total registrado de 2010 a 2011. Sin embargo, se registró un aumento del 33% en el robo de vehículos, un aumento del 9% en delitos de drogas y un crecimiento del 3% en daños criminales e incendios.
El centro de Rainhill alberga varios restaurantes, incluido el Spice Inn, que ofrece cocina popular del sur de Asia, Kozi, que se especializa en cocina británica moderna, el Blue Mango para la cocina india y Galleria, que produce platos italianos, y que también funciona como galería de arte. El área es principalmente residencial, aunque existen algunos accesos a polígonos industriales. 

### Regeneración
En febrero de 2008, el edificio del consejo de Warburton Hey en Rainhill fue demolido después de ser adquirida por Helena Housing Partnerships. La finca de fines de la década de 1960, que comprendía 167 propiedades, incluidos bloques de varios pisos y viviendas adosadas, se consideraba "ya no apta para el propósito" ya que la condición en declive de la finca condujo a graves niveles de delincuenciay abandono. Desde entonces, Helena Housing ha invertido £ 17   millones en la regeneración de una finca sostenible con propiedades recientemente desarrolladas para alquiler y propiedad compartida. Los trabajos de regeneración comenzaron en la finca en abril de 2009 con la construcción de 135 nuevas propiedades. La nueva urbanización ha pasado a llamarse Ratcliffe Park.

## Personas notables
- Melanie C (también conocida como Sporty Spice) de las Spice Girls se crio en Rainhill antes de mudarse a Widnes.[29]
- Frank Cottrell Boyce se crio en Rainhill.[30]
- David Yates, un famoso director de cine y televisión, se crio en Rainhill.[31]
- Ian Nolan, un exfutbolista de Tranmere Rovers, vive en Rainhill.
- Les Dennis, presentador de televisión, vivía en Rainhill.
- Steve Coppell, un ex extremo del Mánchester United y exgerente del Reading, fue criado y vivió en Rainhill.
- Sue Smith, futbolista internacional femenina fue alumna de Rainhill High School y vive en Rainhill.
- Peter Lloyd, escritor y periodista.
- Jenny Welsby, jugadora de la liga internacional de rugby femenino de Inglaterra, fue criada y vivió en Rainhill.[32]
- Alan A'Court, fue un futbolista inglés que jugó principalmente para el Liverpool .
- Tony Cooper, un erudito en el idioma Scouse, vive en Rainhill.[33]
- Cliff Hall de the Spinners vivía en Rainhill.
- Raheem Sterling, futbolista inglés, asistió a la Rainhill High School.
- Andre Wisdom, futbolista inglés, vive en Rainhill.
- Jordon Ibe, futbolista inglés, asistió a la Rainhill High School.
- Willy Russell, dramaturgo, nació en el Hospital Whiston y vivió en Rainhill cuando era niño.[34]
- Trent Alexander-Arnold, futbolista inglés, asistió a la Rainhill High School.
- Ben Woodburn, futbolista galés, asistió a la Rainhill High School.